# Guglielmo Andreoli
Guglielmo Andreoli senior (Mirandola (Emília-Romanya), 22 d'abril, 1835 – Niça (Costa Blava francesa), 13 de març, 1860), va ser un pianista i compositor italià.

## Biografia
Fill del mestre Evangelista Andreoli, era germà de Carlo i Guglielmo Andreoli, junior (nascut el 1862dos anys després de la seva mort).
Als set anys va començar a tocar a l'orgue i al piano, sent definit com un nen prodigi, també citat per Francesco Berlan a l'assaig sobre els "nens famosos d'Itàlia". Als 11 anys, el 12 d'abril de 1847, va debutar amb el seu germà Carlo al Teatre Comunale de Mòdena.
De 1847 a 1853 va ser alumne d'Antonio Angeleri al Conservatori de Milà. Després de graduar-se, va començar una brillant carrera com a pianista. Va ser un pianista de gran distinció, destacat pel seu tacte suau i delicat, gust pur i poder expressiu, així com una gran interpretació. Es va fer famós a Londres, on va ser comparat per la seva habilitat amb Sigismund Thalberg i Felix Mendelssohn, actuant amb l'orquestra de Louis-Antonie Jullien al "Crystal Palace" (13 de desembre de 1856), a la "Musical Union" (27 d'abril de 1858), a la "New Philharmonic". (9 de maig de 1859), i en altres espectacles. També va fer gires per França, Àustria, Alemanya, Holanda i Bèlgica.
La seva salut mai va ser excel·lent i va morir a Niça Maritima el 1860 amb només 24 anys.

## Obra
- Notturnino per pianoforte, Op. 1
- Rimembranze di Senago. Polka-Salon per pianoforte, Op. 2
- Barcarola del Marino Faliero. Gran Studio di Concerto per pianoforte per la sola mano sinistra, Op. 5
- Melanconia. Melodia del maestro Campana, trascrizione per pianoforte, Op. 6
- L'Augellin della Biondina. Melodia di A. Mariani, trascrizione per pianoforte, Op. 7
- 4 Romances sans paroles pour Piano, Op. 16
- 4 Romances sans paroles pour Piano, Op. 17